# Rochefort (Charente-Maritime)
Rochefort (französisch für „starker Fels“) oder auch Rochefort-sur-Mer ist eine westfranzösische Stadt mit 23.188 Einwohnern (Stand: 1. Januar 2022) im Département Charente-Maritime der Region Nouvelle-Aquitaine (früher Region Poitou-Charentes). Sie liegt 28 Kilometer südöstlich von La Rochelle am rechten Ufer des Unterlaufs der Charente und ist Verwaltungssitz des gleichnamigen Arrondissements.

## Lage
Rochefort liegt zwischen Meer und Binnenland, aber nicht direkt am Atlantischen Ozean. Die Stadt hat einen Hafen, obwohl sich der Atlantik etwa 20 km weit entfernt befindet. Die Verbindung zum Meer ist durch den Fluss Charente gegeben. Die vorgelagerten Inseln Ré, Oléron und Aix bieten der Mündung der Charente einen gewissen Schutz, was Rochefort zu einem geografisch und strategisch günstigen Ort für maritime Belange machte.

## Geschichte

Altes Wappen von Rochefort

Karte von Rochefort um 1750

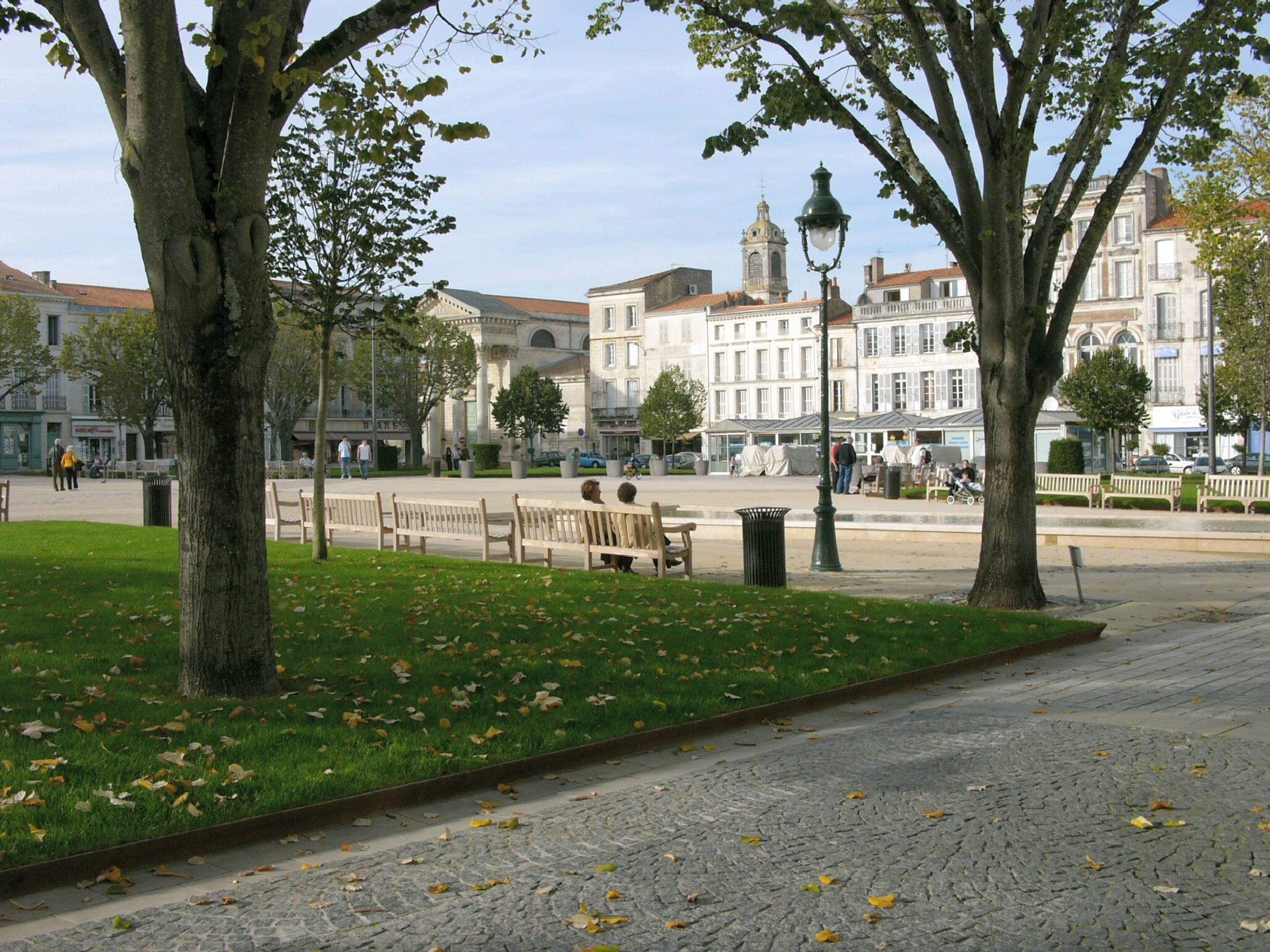
Das Stadtzentrum von Rochefort

Rochefort wird erstmals 1047 erwähnt. Damals war es eine Burg namens Roccafortis über der Charente, umgeben von einigen Häusern in sumpfigem Gebiet. 1307 kam der Ort in den Besitz der französischen Krone.
Als im 17. Jahrhundert Frankreich unter Ludwig XIV. eine Flotte aufbaute, um als Seemacht unter den europäischen Mächten gelten zu können und seine Handelswege mit den Kolonien zu schützen, fiel die Wahl für einen Marinestützpunkt wegen der günstigen Lage auf Rochefort. Minister Jean-Baptiste Colbert ließ 1666 hier durch den Architekten François Blondel das größte Marinearsenal Frankreichs aufbauen, das Arsenal de Rochefort. Im Verlauf von 250 Jahren wurden in Rochefort etwa 350 Schiffe gebaut, ausgerüstet, ausgebessert und gewartet. Ab 1689 wurde die schachbrettartig angelegte Stadt mit einer Festungsmauer umgeben. Als Relikt aus damaliger Zeit ist heute noch die Königliche Seilerei („Corderie Royale“) als Teil des Arsenals zu besichtigen, in dem in der Vergangenheit Tauwerk für die Französische Marine hergestellt wurde.
Während des Siebenjährigen Kriegs schlug ein von den Briten im September 1757 unternommener Versuch fehl, Rochefort zu erobern. 1780 segelte der Marquis de Lafayette von hier aus nach Nordamerika, um am Amerikanischen Unabhängigkeitskrieg teilzunehmen. Am 11. April 1809 fand vor Rochefort ein für die Franzosen verlustreiches Seetreffen mit den Briten statt. Napoleon Bonaparte begab sich nach seiner Niederlage bei Waterloo in der Hoffnung nach Rochefort, sich von dort aus in die Vereinigten Staaten einschiffen zu können, und verbrachte einige Tage auf der vorgelagerten Insel Île-d’Aix. Er musste sich aber am 15. Juli 1815 dem das britische Kriegsschiff HMS Bellerophon befehligenden Kapitän Frederick Lewis Maitland ergeben.
Die Bedeutung des Arsenals von Rochefort für die französische Marine sank ab 1900 zusehends, sodass es 1927 geschlossen wurde. Dafür entwickelten sich ab 1916 in Rochefort eine Basis der Marineflieger mit angeschlossener Flugschule und schließlich eine Luftwaffenbasis (Militärflugplatz Rochefort).
Während des Zweiten Weltkriegs unterhielt die deutsche Kriegsmarine von 1941 bis 1943 in Rochefort ein Marinelazarett. Nach dem Zweiten Weltkrieg entwickelte sich Rochefort zu einem Kurort.
| Jahr      | 1962   | 1968   | 1975   | 1982   | 1990   | 1999   | 2009   | 2018   |
| Einwohner | 28.648 | 29.226 | 28.155 | 26.167 | 25.561 | 25.797 | 26.801 | 23.583 |

## Wappen
Beschreibung: Das Wappen ist geteilt und oben in Blau mit goldenem fünfzackigen Stern und in Silber mit einem schwarzen zweistufigen gezinnten Turm auf ebenso gefärbtem Berg gespalten; unten in Schwarz ein dreimastiges silbernes Segelschiff mit je zwei goldenen Rahsegeln an den Masten, goldenen Mastwimpeln und Heckflagge, auf silbernen Wellen fahrend.

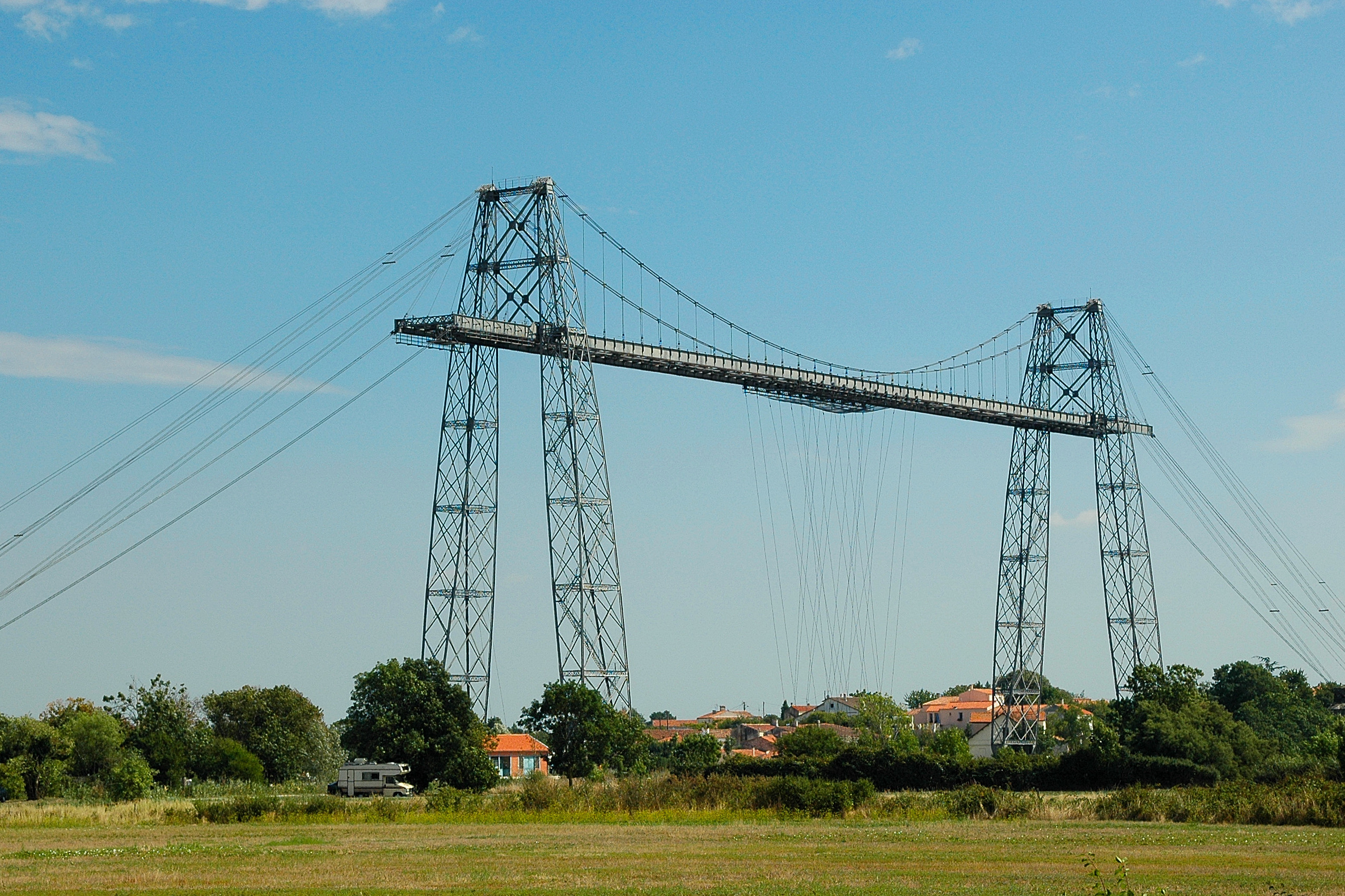
Schwebefähre von Rochefort

## Schwebefähre von Rochefort
Die von Ferdinand Arnodin am 29. Juli 1900, nach 27 Monaten Bauzeit fertiggestellte Schwebefähre von Rochefort verbindet die Stadt mit Échillais. Sie ist eine der drei heute noch existierenden Schwebefähren von Arnodin, dem insgesamt neun Schwebefähren zugeordnet werden können. In Gebrauch ist dieses historische Bauwerk (seit 1976 Monument historique) heute jedoch nur noch für Fußgänger und Zweiräder.

## In der Kultur
Rochefort ist Schauplatz und Drehort des starbesetzten Musicalfilm-Klassikers Die Mädchen von Rochefort von Jacques Demy aus dem Jahr 1967. Die Einwohner der Stadt waren verwundert, dass Demy ausgerechnet in der eher als unscheinbar geltenden Stadt drehte, und wirkten begeistert mit. Demys Filmteam gestaltete in aufwendiger Arbeit das Aussehen des eher grauen Stadtzentrums um, vor allem indem es zahlreiche Fassaden bunt bemalen ließ, was das Stadtbild nachhaltig veränderte.

## Städtepartnerschaften
Rochefort ist Partnerstadt der deutschen Stadt Papenburg. Die Stadt Papenburg führt mehrere Schüleraustausche mit Rochefort durch. Das regional bekannte Realschulorchester aus Aschendorf ist Partnerorchester eines Rocheforter Orchesters. Auch die Duisburger Schulen Mercator-Gymnasium und Steinbart-Gymnasium führen jedes Jahr mit zwei Rocheforter Schulen einen Austausch durch.
Weitere Städtepartnerschaften bestehen mit Burton upon Trent (Vereinigtes Königreich) und Torrelavega (Spanien).

## Persönlichkeiten

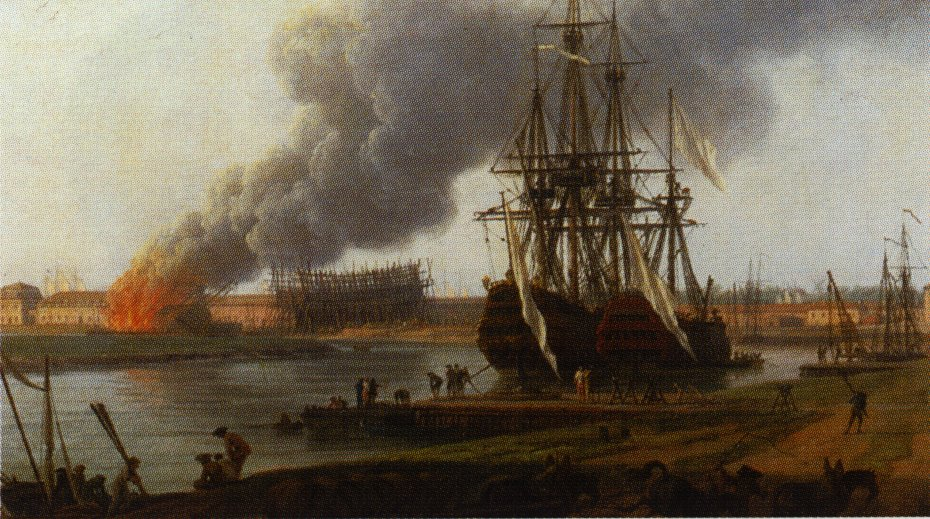
Der Hafen von Rochefort im 18. Jahrhundert (Gemälde von Claude Joseph Vernet)

- Claude-Marguerite Renart de Fuchsamberg (1738–1797), Seeoffizier
- Jean Baptiste Audebert (1759–1800), Naturforscher und Maler
- René Primevère Lesson (1794–1849), Arzt und Naturforscher
- René Caillié (1799–1838), Afrikaforscher, bei Rochefort gestorben
- Adolphe Ganot (1804–1887), Physiker
- Pierre Loti (1850–1923), Marineoffizier und Schriftsteller
- William Ponty (1866–1915), Kolonialbeamter
- Maurice Merleau-Ponty (1908–1961), Philosoph und Phänomenologe
- Dominique Aury (1907–1998), Autorin des 1954 unter Pseudonym veröffentlichten erotischen Romans Geschichte der O
- Thomas Narcejac (1908–1998), eigentlich Pierre Robert Ayraud, Krimi-Schriftsteller